# 乳液
乳液（にゅうえき）は、主に皮膚の保湿を目的としたもので、性状がクリームのように外相が固化していないものをいう。

## 機能
一般には水に油が微細なミセルとして分散している不透明な液、つまりエマルジョンを指す。使用部位によって、ヘアクリームオイル、ボディローション、ハンドローション、レッグローションなどの種類がある。日本標準商品分類では皮膚用化粧品に分類されている。
特に化粧品で、皮膚に水分、油分を与えて、皮膚からの水分の蒸発を防ぐと同時に滑らかにする乳状の化粧品をいう。エマルジョン、ミルクという呼び方もある。
多くは不透明で、粘り気のある質感。ミネラルオイル（鉱物油）、ラノリン、オリーブ油といった油と、水を基材とし、乳化剤で二者を混ぜ合わせる。主に、美容液の後、クリームの前に使用する。